# Carlos Pirán
Carlos José Pirán (Montevideo, 16 de noviembre de 1934-ibídem, 21 de octubre de 2015) fue un abogado y político uruguayo, perteneciente al Partido Colorado.

## Biografía
En su juventud fue funcionario en el Parlamento uruguayo, al tiempo que se graduó como abogado en la Facultad de Derecho de la Universidad de la República. 
En 1967, el presidente Óscar Diego Gestido lo designó como prosecretario de la Presidencia de la República (acompañando al secretario Héctor Giorgi), cargo que mantuvo bajo el gobierno de Jorge Pacheco Areco, del que se convirtió en uno de los más cercanos asesores. En 1971 pasó a ser Secretario de la Presidencia, en los últimos meses del período presidencial de Pacheco. En las elecciones de ese año apoyó la candidatura del gobernante a la reelección presidencial, la que resultó derrotada.
En las elecciones de 1984, que marcaron el final de la dictadura militar instaurada con el golpe de Estado del 27 de junio de 1973, fue candidato a  la Vicepresidencia de la República, acompañando la candidatura de Pacheco. Al año siguiente, el nuevo presidente Julio María Sanguinetti lo designó Ministro de Industria y Energía, cargo que desempeñó durante un año, hasta abril de 1986.
Su nombre se mencionó nuevamente como candidato a vicepresidente; pero tras una breve crisis interna en la UCB, fue reemplazado por Pablo Millor. En años posteriores, se alejó del pachequismo y terminó retirándose de la vida política.
Un episodio que sorprendió a muchos, fue su presencia en el velorio del líder frenteamplista Líber Seregni en 2004.